# کارشناسی ارشد مدیریت کسب‌وکار/بازرگانی
کارشناسی ارشد مدیریت بازرگانی یا مدیریت کسب‌وکار (به انگلیسی: Master of Business Administration) به اختصار ام‌بی‌ای، (MBA) درجهٔ کارشناسی ارشد در رشته مدیریت و اعلی درجه علمی حرفه‌ای در رشته مدیریت بازرگانیاست. از اوایل قرن بیستم سازمان‌های سنجش بین‌المللی برای ارزیابی ارزش این دوره‌ها وجود دارد. این دوره برای اولین بار در اواخر قرن نوزدهم در آمریکا طرح‌ریزی شد که حاصل صنعتی‌شدن این کشور و رویکرد علمی به مدیریت بود.

## نگاه اجمالی
دوره‌های مدیریت ارشد کسب‌وکار (MBA) به گونه‌ای برنامه‌ریزی می‌شوند تا دانشجویان را با جنبه‌های مختلف مدیریت یک کسب‌وکار همچون حسابداری، بازاریابی، منابع انسانی، مدیریت عملیات، مدیریت تبلیغات و برنامه‌ریزی استراتژیک آشنا سازند.
در آمریکا که برای نخستین بار این دوره‌ها ارائه شد، مدرک ام‌بی‌ای به عنوان مدرک نهایی ارائه می‌شود و گذراندن موفقیت‌آمیز و کسب مدرک تحصیلی ام‌بی‌ای نیازمند گذراندن در حدود ۶۰ واحد درسی است، که تقریباً دو برابر واحدهای مورد نیاز برای کسب یک فوق لیسانس در رشته اقتصاد، یا امور مالی، یا حسابداری، یا مدیریت، یا بازاریابی است. در ایران برخی مراکز و موسسات و آموزشگاه‌های بازرگانی و حتی دانشگاه‌ها گواهینامه‌هایی را به این عنوان و به نام دوره‌های کوتاه مدت مدیریت ارشد کسب‌وکار (MBA) در دوره‌های آموزشی تمام وقت، پاره وقت، کاربردی و از راه دور ارائه می‌کنند، بدون اینکه این مدارک به عنوان مدارج دانشگاهی مورد پذیرش باشد و اعتبار آنها به عنوان مدرک تحصیلی مورد پذیرش قرار گیرد.
مدیریت راهبردی کسب‌وکار یا به اختصار "MBA" حاوی دانش و مهارت‌های جدید و کاربردی مدیریت برای حل مسائل و چالش‌های مدیریتی است که می‌تواند دید گسترده‌تری به مدیریت ارائه دهد.

## تاریخچه
اولین مقطع کارشناسی ارشد کسب‌وکار در ایالات متحده، در مدرسه کسب‌وکار تاک (Tuck School of Business)، قسمتی از کالج دارتموث (Dartmouth College)، دایر شد. تاریخ تأسیس آن به ۱۹۰۰ بر می‌گردد، در حالی که مدرسه تاک اولین مدرسه‌ای بود که مدرک کارشناسی ارشد در علوم تجاری به خصوص کارشناسی ارشد بازرگانی، مولد MBA، اعطا می‌کرد.
در ۱۹۰۸ دانشگاه هاروارد (Harvard University) مدرسه مدیریت کسب‌وکار را برای مقطع کارشناسی ارشد تأسیس کرد؛ که در این مدرسه برای اولین بار در جهان دوره MBA با ۱۵ عضو هیئت علمی به علاوه ۳۳ دانشجوی عادی و ۴۷ دانشجوی خاص ارائه می‌شد.
در سال ۱۹۴۳ مدرسه کسب‌وکار بوث دانشگاه شیکاگو (University of Chicago Booth School of Business)، اولین دانشگاهی بود که به کارکنان حرفه‌ای، مدیریت کسب‌وکار اجرایی را ارائه داد، که اولین پردیس دائمی در سه قاره (شهرهای شیکاگو، لندن و کشور سنگاپور) می‌باشد. این نوع از برنامه درسی امروزه نیز در بسیاری از مدارس ارائه می‌شود.
در سال ۱۹۴۶، مدرسه مدیریت جهانی تاندربرد (Thunderbird School of Global Management) اولین مدرسه‌ای بود که MBA را با تمرکز بر روی مدیریت جهانی ارائه داد.
در سال ۱۹۵۰ اولین مدرک MBA در خارج از ایالات متحده توسط مدرسه کسب‌وکار ریچارد آیوی (Richard Ivey School of Business) در دانشگاه وسترن انتاریو (The University of Western Ontario) در کشور کانادا اعطا شد. به دنبال آن در سال ۱۹۵۱ دانشگاه پرتوریا (University of Pretoria) در آفریقای جنوبی نیز این مدرک را اعطا کرد. در سال ۱۹۵۵ نیز مؤسسه مدیریت کسب‌وکار کراچی (Institute of Business Administration, Karachi)، تأسیس شده تحت نظر دانشگاه کراچی (University of Karachi) در پاکستان، با همکاری مدرسه وارتون دانشگاه پنسیلوانیا (Wharton School of the University of Pennsylvania) به عنوان اولین مدرسه کسب‌وکار آسیایی، مدرک MBA را به مدل ایالات متحده ارائه کرد. در سال ۱۹۵۷ اینسید (INSEAD) اولین مدرسه کسب‌وکار اروپایی بود که برنامه درسی MBA را اجرا کرد. در ۱۹۸۶، مدرسه کارشناسی ارشد کسب‌وکار «روی ای. کرامر» (Roy E. Crummer Graduate School of Business) در کالج رولینز (Rollins College) در فلوریدا اولین دوره MBA را ارائه کرد که همهٔ دانشجویان باید در کلاس درس به همراه خود لپ‌تاپ می‌داشتند. استادان، دفعه اول در کلاس درس، لپ‌تاپ‌ها را برای دانشجویان می‌آوردند.
مدرک MBA در سراسر جهان توسط دانشگاه‌ها به تصویب رسیده، و همچنین این دوره هم برای کشورهای توسعه یافته و هم برای کشورهای در حال توسعه در دانشگاه‌ها مصوب شده‌است.

## هدف اصلی مدیریت ارشد کسب‌وکار
هدف اصلی مدیریت ارشد کسب‌وکار (MBA) پذیرش فارغ التحصیلان دوره‌های کارشناسی در رشته‌های مختلف (به خصوص رشته‌هایی غیر از مدیریت) و پرورش افرادی است که قادر باشند در زمینه‌های زیر انجام وظیفه نمایند:
- اداره و راهبری مؤثر و کارآمد سازمان یا یکی از زیر مجموعه‌های آن
- ایجاد تحول در یک بخش تخصصی سازمان
- طراحی، هدایت و رهبری تحول در کل سازمان پس از کسب تجارب عملی در مدیریت
- کارآفرینی با ایجاد فعالیت‌های جدید در درون سازمان یا ایجاد سازمان‌های جدید
- ارائه خدمات مشاوره‌ای و مطالعاتی در زمینه‌های مدیریتی به مدیران سازمان‌ها

منظور از کسب‌وکار یعنی کلیه عملیاتی که از تولید تا فروش و خدمات پس از فروش کالا یا خدمات را شامل می‌شود و به صورت مکرر اتفاق می‌افتد.
برای رشته مدیریت ارشد کسب‌وکار (MBA) حدود ۳۰ گرایش مختلف در کشورهای مختلف تعریف شده‌است. اما چهار گرایش اصلی این رشته که تقریباً در همه دانشگاه‌ها تدریس می‌شوند به شرح زیر است:
1. بازاریابی و مدیریت فروش (Marketing)
2. مدیریت مالی و مدیریت موسسات مالی (Finance)
3. مدیریت تولید و سیستم‌های تولید و پروژه (Operation)
4. مدیریت منابع انسانی (Human Resources)

امروزه مدیریت ارشد کسب‌وکار با گرایش‌هایی مانند تجارت الکترونیک، فناوری اطلاعات، مدیریت پروژه و مدیریت عمومی نیز ارائه می‌شود که نشان از انعطاف‌پذیری بالا و نیاز روزافزون به فارغ التحصیلان این رشته‌است.
فارغ التحصیلان این دوره با فراگیری دانش و فنون مدیریت قادر خواهند بود در زمینه‌های ذیل فعالیت نمایند:
- اداره امور واحدهای ستادی سازمان‌های تولیدی و اجتماعی در جهت کمک به مدیران این سازمان‌ها برای اداره مؤثرتر سازمان‌های خود
- اداره و راهبری مؤثر و کارآمد یک سازمان یا یک بخش تخصصی از آن نظیر بخش‌های تولید، تحقیق و توسعه، مالی، فروش، پرسنلی و اطلاعات
- ایجاد تحول در یک بخش تخصصی سازمان با تجدید تشکیلات، رویه‌ها و شیوه‌های اداری آن بخش
- کارآفرینی در یک سازمان برای شروع فعالیت‌های جدید یا ایجاد و اداره سازمان‌های جدید
- طراحی تحول در کل یک سازمان و رهبری و هدایت تحولات کلی بعد از کسب تجربیات مدیریتی

## نحوه ارزیابی و اعتبار مدارک ام‌بی‌ای
با پدید آمدن دوره‌های ام‌بی‌ای در آمریکا، سه سازمان هم مسئول بررسی صلاحیت و کیفیت این دوره‌ها در آن کشور شدند که تأیید هر کدام از این سازمان‌ها لزوماً به مفهوم عضویت یا تأیید سازمان دیگر نیست. قدیمی‌ترین و معتبرترین این سازمان‌ها مؤسسه ارزیابی علمی دانشکده‌های بازرگانی (انگلیسی: Association to Advance Collegiate Schools of Business) یا AACSB است که تقریباً تمامی دانشگاه‌های سطح بالای آمریکا مورد تأیید آن قرار دارند. با این حال این سازمان صرفاً اعتبار پنج درصد از دوره‌های آموزشی ام‌بی‌ای در جهان را تأیید می‌کند.
دو سازمان دیگر به نام‌های انجمن ارزیابی دوره‌ها و دانشکده‌های بازرگانی (ACBSP) و مجمع بین nlkm دانشکده‌های بازرگانی (IACBE) نیز این دوره‌ها را در داخل آمریکا و دیگر کشورهای جهان ارزیابی می‌کنند. مؤسسه ارزیابی علمی دانشکده‌های بازرگانی (AACSB) که از سال ۱۹۱۶ و با عضویت هفده دانشگاه آمریکایی پدید آمد، امروزه بیش از ۷۸۰ دانشگاه را در ۵۳ کشور جهان مورد ارزیابی و تأیید قرار می‌دهد. علاوه بر سازمان‌های فوق اعتبار دوره‌های آموزشی و مدارک علمی به تأیید سازمان‌های محلی و ملی کشورهای متبوع می‌رسد.